# Hyalinoecia bathyalis
Hyalinoecia bathyalis är en ringmaskart som beskrevs av Lechapt 1997. Hyalinoecia bathyalis ingår i släktet Hyalinoecia och familjen Onuphidae. Inga underarter finns listade i Catalogue of Life.